# José Guillamón
José Guillamón Rodríguez (Siviglia, 4 maggio 1915 – 22 maggio 1975) è stato un calciatore spagnolo di ruolo portiere.

## Biografia
Anche i suoi fratelli Fernando  e Joaquín furono calciatori.

## Palmarès
- Segunda División spagnola: 1

Siviglia: 1933-1934
- Coppa di Spagna: 1

Siviglia: 1935